# Francisco de Sobrecasas
Francisco de Sobrecasas, italianizado como Francesco di Sobrecasas (La Puebla de Alfindén, 1645/1646 - Cagliari, 4 de enero de 1698) fue un religioso español.

## Biografía
Natural de La Puebla de Alfindén, entró en la Orden de Predicadores como novicio el 21 de octubre de 1659, pasando a profesar en la misma el 6 de noviembre de 1661. Profesó en el convento de la orden en Zaragoza.
Fue sucesivamente colegial en Tortosa, examinador sinodial en Toledo y Zaragoza y predicador real. Durante el periodo publicó sus primeras obras, incluyendo sermones, libros de oraciones, panegíricos y santorales que fueron editados en Zaragoza y Barcelona. Su obra se ve marcada por la retórica de los autores clásicos y las obras de los Padres de la Iglesia.
A raíz del último cargo contó con el favor real, siendo propuesto por el rey para el arzobispado de Cagliari el 25 de septiembre de 1689 y confirmado por el papa el 12 de diciembre de dicho año. Fue ordenado obispo en Madrid el 24 de febrero del año siguiente, dando en celebración una importante limosna a su antiguo convento en Zaragoza.
En Cagliari fue autor de varias obras religiosas así como de un famoso sermón en celebración de la toma de Buda. Falleció en Cagliari el 4 de enero de 1698.